# Pterolophia multivitticollis
Pterolophia multivitticollis är en skalbaggsart som beskrevs av Stefan von Breuning 1966. Pterolophia multivitticollis ingår i släktet Pterolophia och familjen långhorningar. Inga underarter finns listade i Catalogue of Life.